# Paris-Le Havre
Paris-Le Havre est une ancienne course cycliste française, organisée de 1898 à 1937 entre Paris et Le Havre (Seine-Maritime).
La course est organisée par les journaux quotidiens Le Sporting et Le Journal.
Également appelée à ses débuts « Critérium national du Printemps », elle est considérée comme l'ancêtre du Critérium national.

## Palmarès
| Année | Vainqueur         | Deuxième           | Troisième        |
| ----- | ----------------- | ------------------ | ---------------- |
| 1898  | Claude Chapperon  |                    |                  |
| 1905  | Marcel Cadolle    |                    |                  |
| 1906  | André Pottier     |                    |                  |
| 1907  |                   | Paul Duboc         |                  |
| 1908  | Georges Landrieux |                    |                  |
| 1910  | Henri Pélissier   |                    |                  |
| 1912  | René Guénot       |                    |                  |
| 1927  | Julien Moineau    | Louis Gras         | André Leducq     |
| 1928  | André Leducq      | Achille Souchard   | Jean Bidot       |
| 1929  | Paul Le Drogo     | Ferdinand Le Drogo | Georges Cuvelier |
| 1930  | Robert Brugère    | Auguste Pitte      | Francis Bouillet |
| 1934  | Lucien Lauk       | Robert Tanneveau   |                  |
| 1937  |                   | Robert Tanneveau   |                  |